# Ayora (Valencia)
Ayora (Valencianisch: Aiora) ist eine Gemeinde in der spanischen Provinz Valencia. Sie ist die Hauptstadt der Comarca Valle de Ayora und ist die flächenmäßig zweitgrößte Gemeinde der Provinz. 

## Geografie
Sie liegt im Landesinneren der Valencianischen Gemeinschaft an der Grenze der Provinzen Albacete und Alicante. Das Tal von Ayora verläuft zwischen den Gebirgszügen Sierra Palomera und Mugrón im Westen sowie Cortes de Pallás und dem Caroig-Gipfel. Seine Landschaft besteht aus zahlreichen Waldwegen, die die Täler durchqueren und die Berge begrenzen. Das Gemeindegebiet grenzt an das der folgenden Gemeinden:  Bicorp, Enguera, Jarafuel, Quesa, Teresa de Cofrentes und Zarra, in der Provinz Valencia und Almansa und Alpera in der Provinz Albacete.
Die Cueva de la Vieja (dt. Höhle der alten Frau) ist ein Abri mit Felskunst, westlich von Ayora.

## Demografie
| 4.825 | 4.980 | 6.552 | 6.870 | 5.691 | 6.083 | 5.402 | 5.497 | 5.312 |